# 高水三山

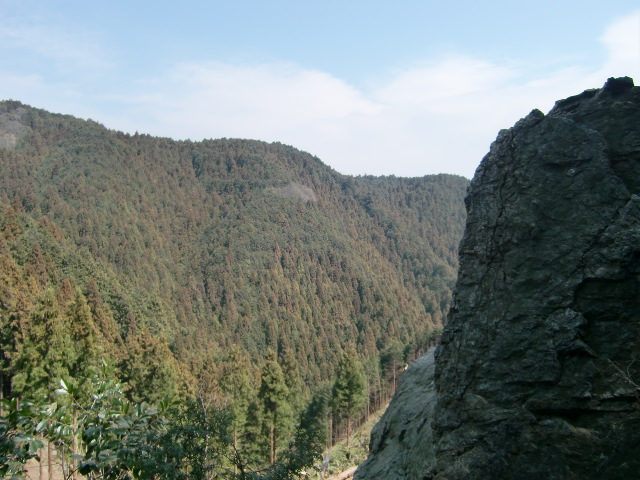

高水三山（たかみずさんさん）は東京都の奥多摩山域の東京の都心側の入口にある、高水山、岩茸石山、惣岳山の3つの山の通称であり総称である。
東京都青梅市に位置する。また、岩茸石山〜惣岳山までの尾根は青梅市と奥多摩町の境界線になっている。青梅駅付近から続く整備山道、青梅丘陵ハイキングコースにも接続している（案内表示あり）。

## 登山
常福院、青渭神社や真名井天神などの社寺もあり、古くから里人が往来した峠道が残っている。いずれも標高800mに満たない高水山、岩茸石山、惣岳山の3つの山は、格好の奥多摩入門コースで、JR青梅線の駅から登り始めて駅に下れる便利さも魅力だ。
大小二本の鉄柱の立つ山頂からは、南面に御岳山や大岳山が間近に望まれる。高水山直下は急な坂で、針金などが取り付けられている。冬季の凍結時などは滑りやすく危険なので慎重な歩行が必要。

## 該当する山々
- 高水山（759m）
- 岩茸石山（793m）
- 惣岳山（756m）

## 備考
山深くなく駅至近の、手軽な初級中級ハイキングコースとして人気がある一帯だが、人里や幹線道に囲まれている青梅丘陵ハイキングコース側（入門者向け）と違い、奥多摩、奥秩父を貫く深い山奥のツキノワグマ生息域に抵触するため、イノシシと併せ、遭遇への備えと心構えはしておくべきである。2011年冬には高水山の寺社付近で積極的に襲撃を受けた例があり、時折負傷者も出ている。
なお、青梅市環境経済部商工観光課の電話回答によれば、南関東地域のクマは、温暖さと、エサ確保の容易さから、冬眠しない場合が多いということである。冬はクマが出ないという固定観念で油断しがちなので、注意を怠らず散策を心がけたい。

## ギャラリー

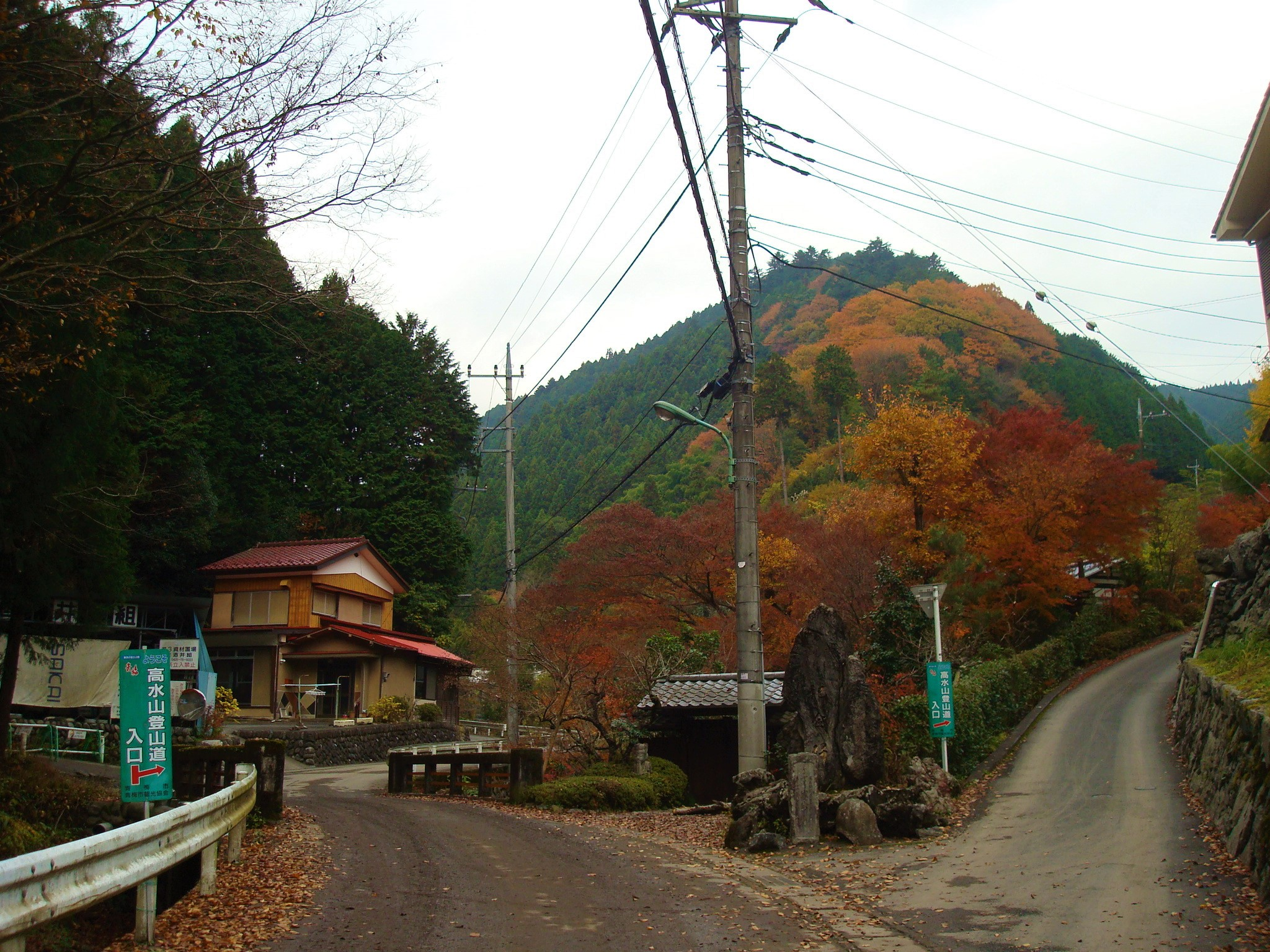
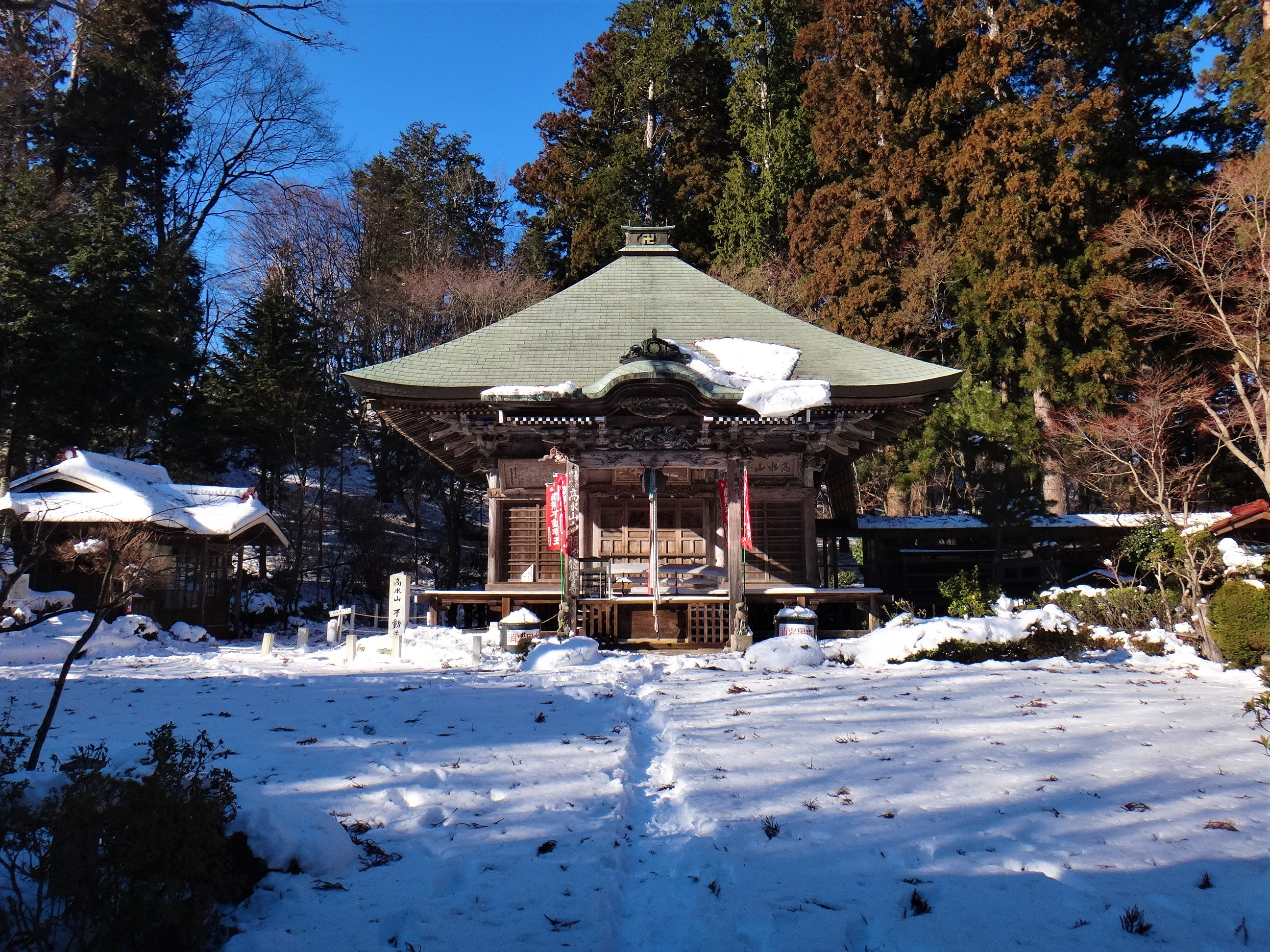
高水山常福院
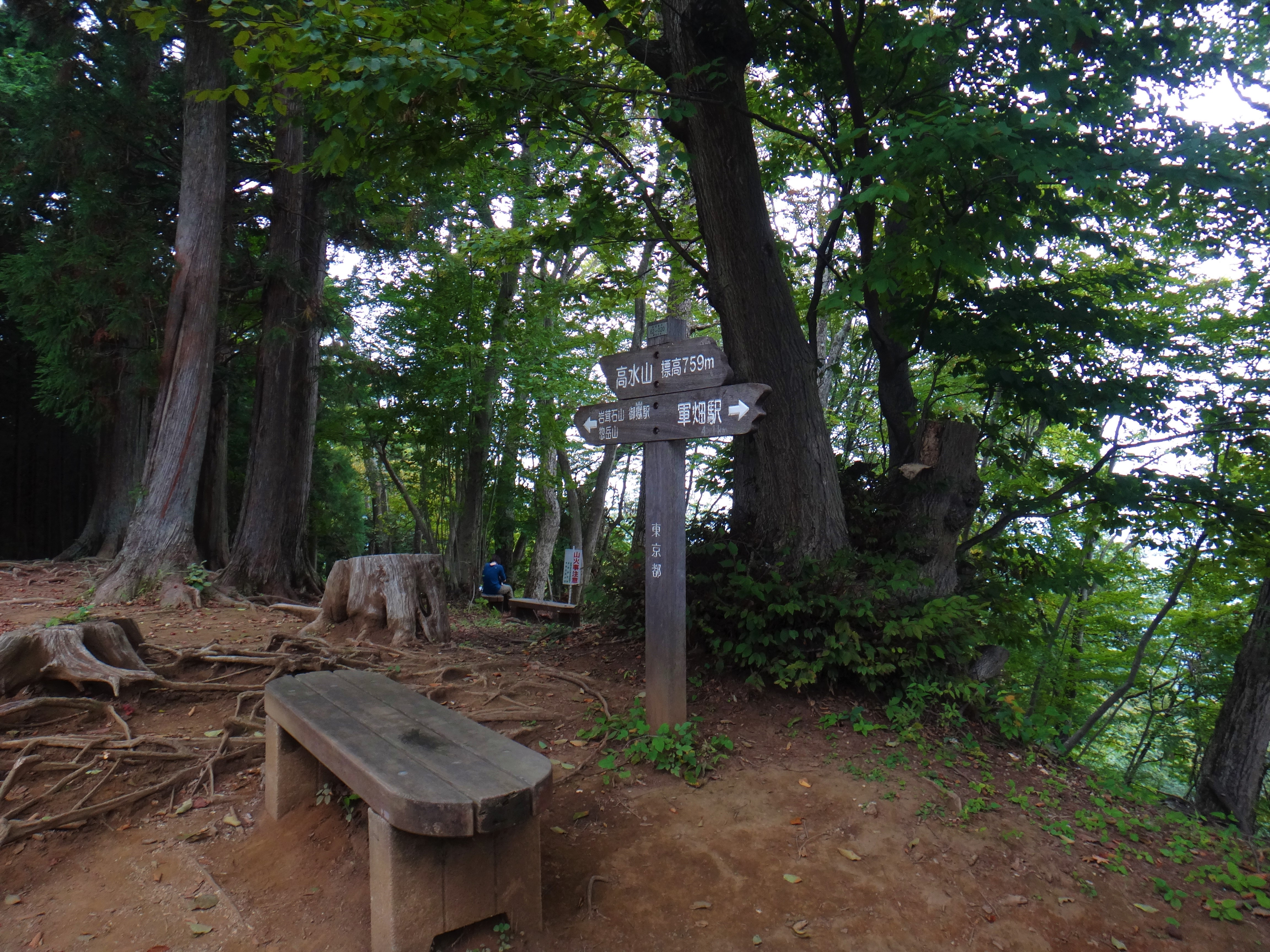
高水山山頂
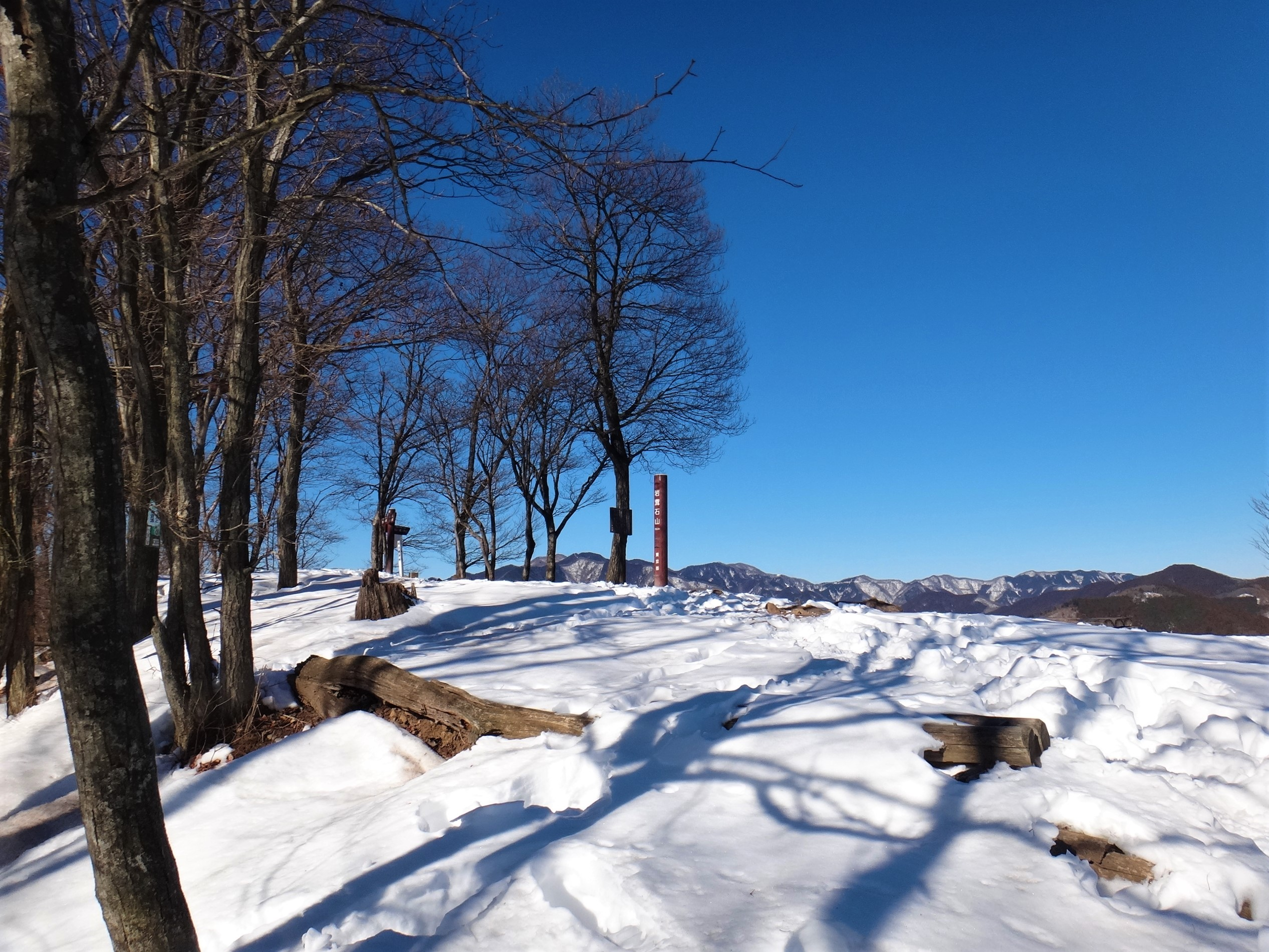
冬の岩茸石山
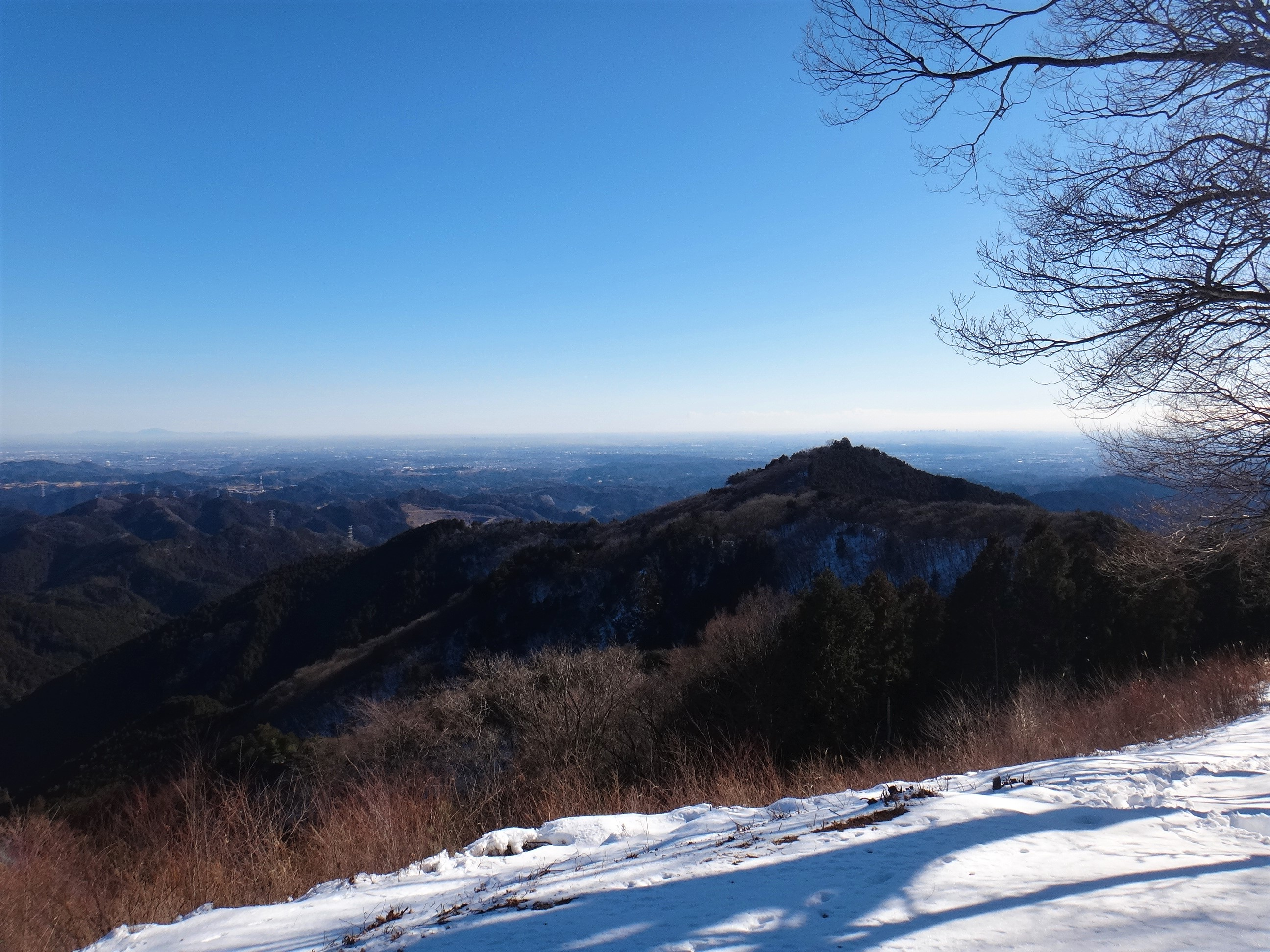
岩茸石山から高水山
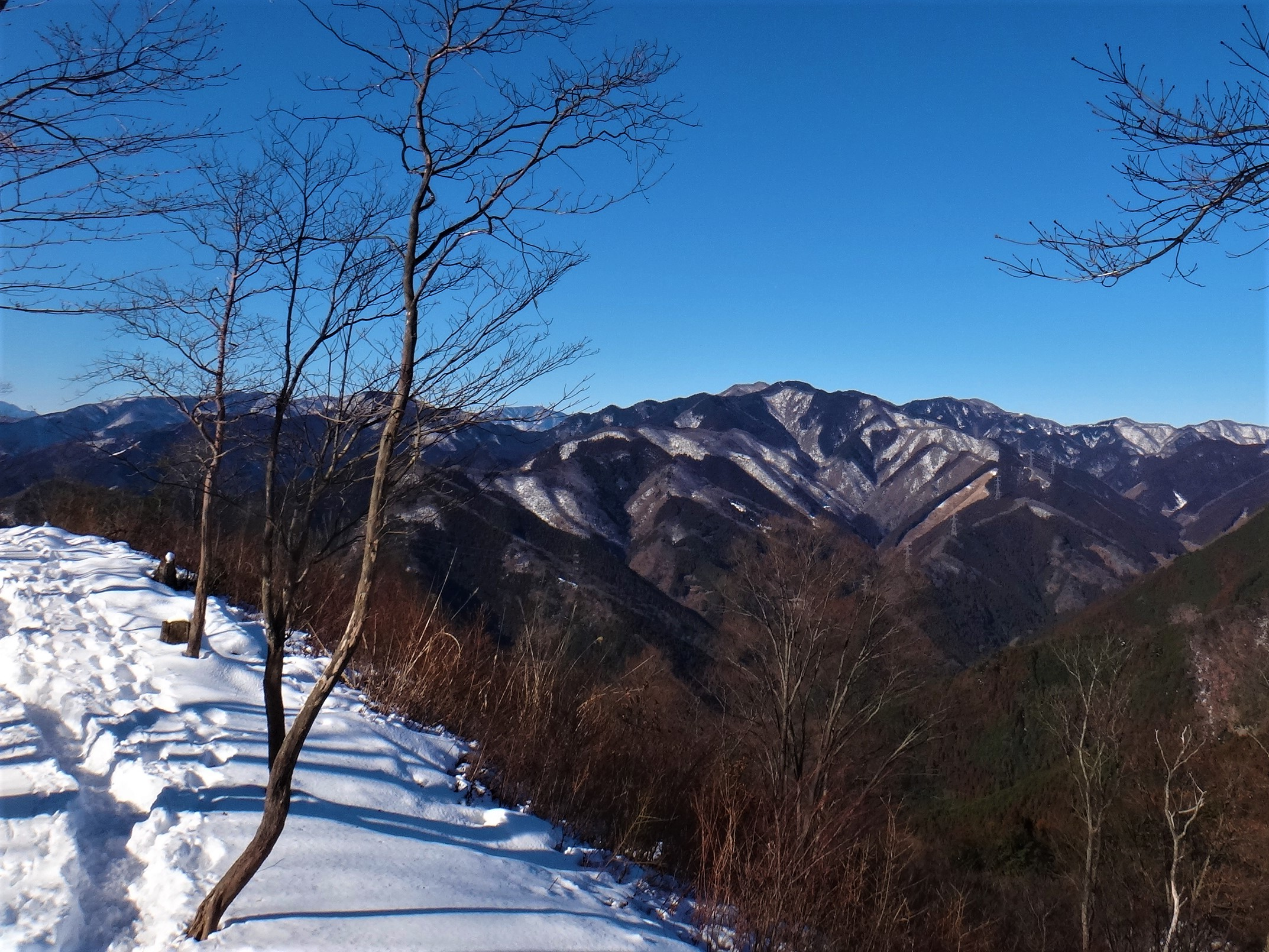
岩茸石山から川苔山
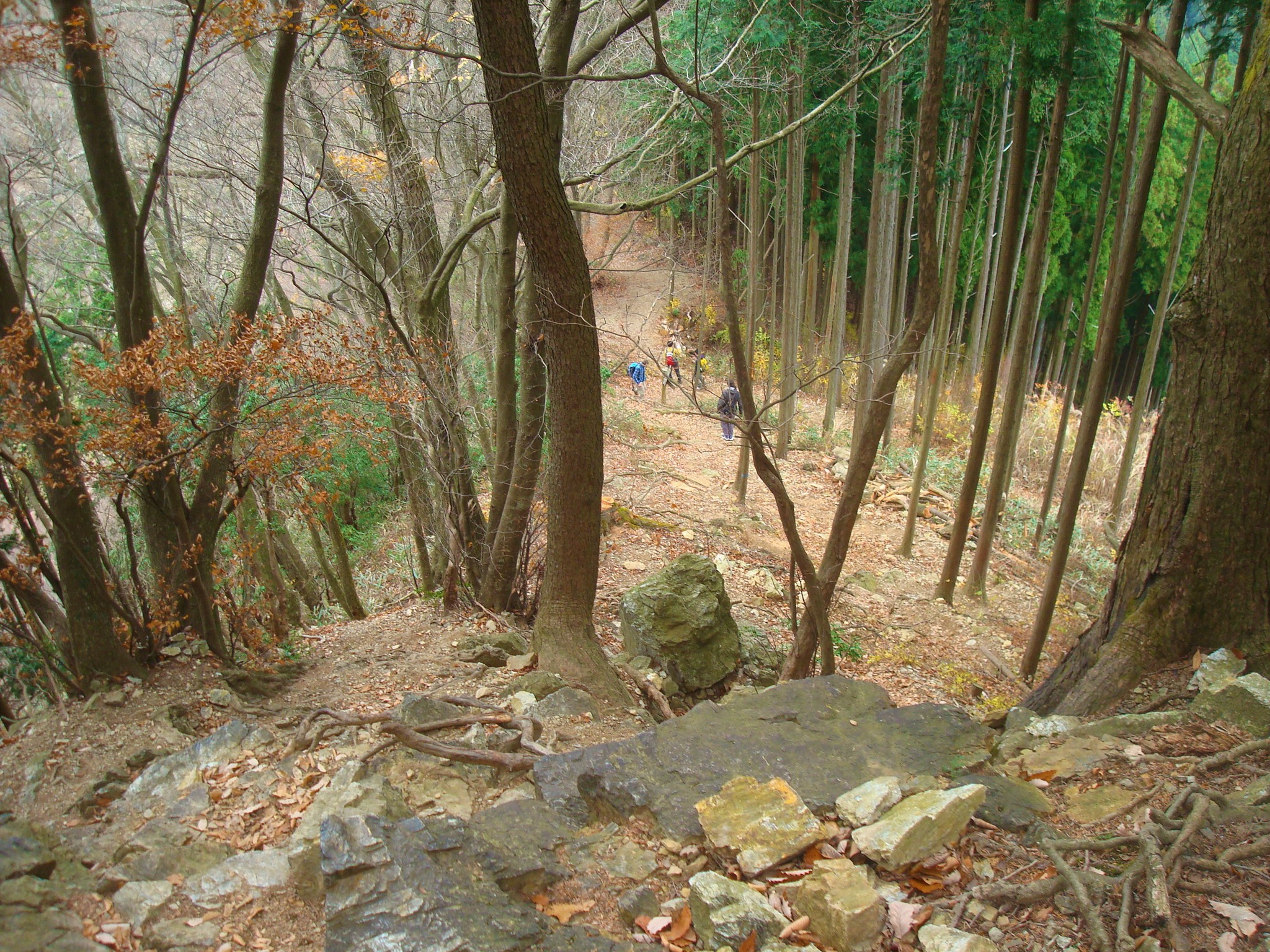
岩茸石山から惣岳山への道
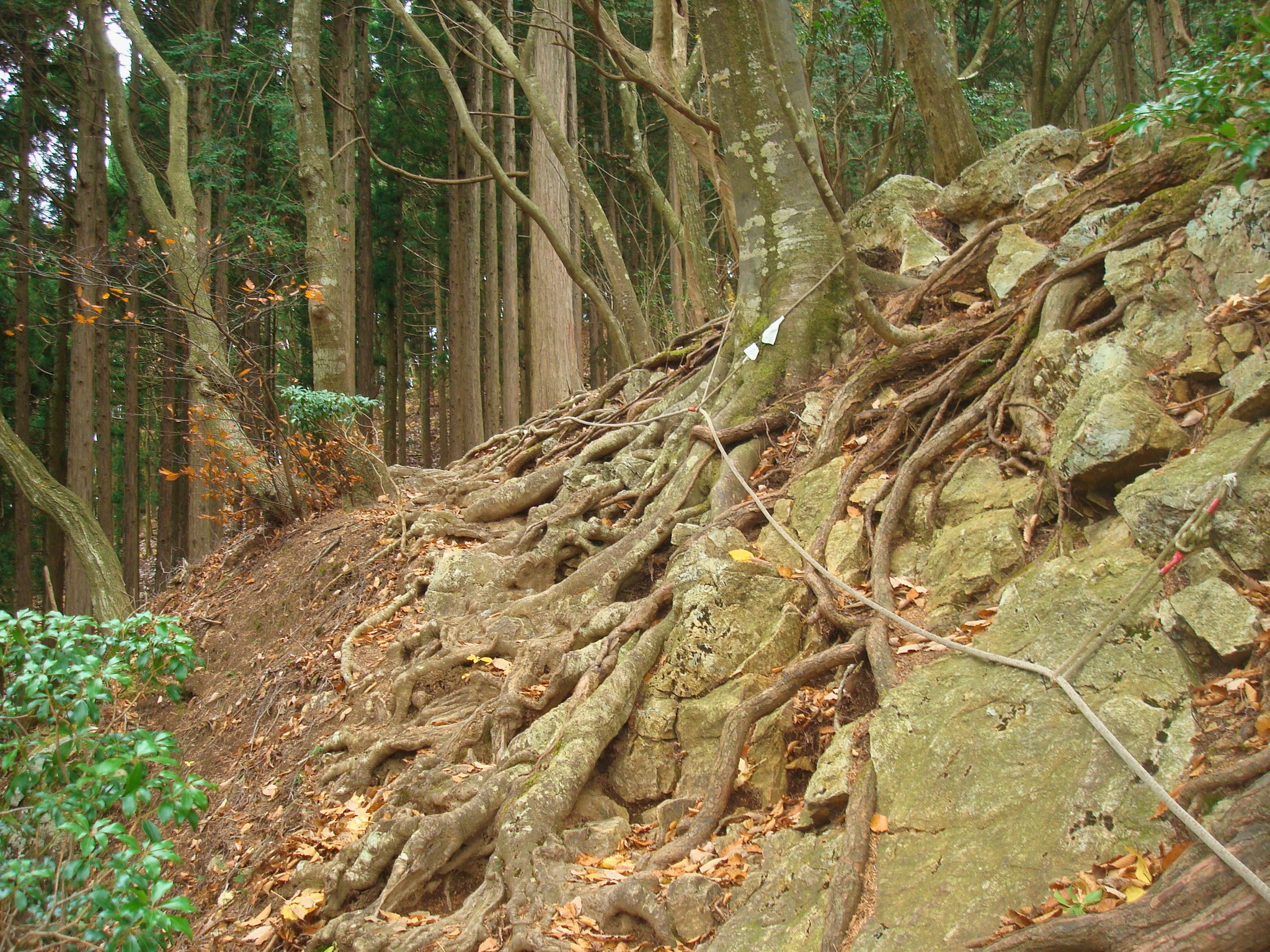
惣岳山の鎖場
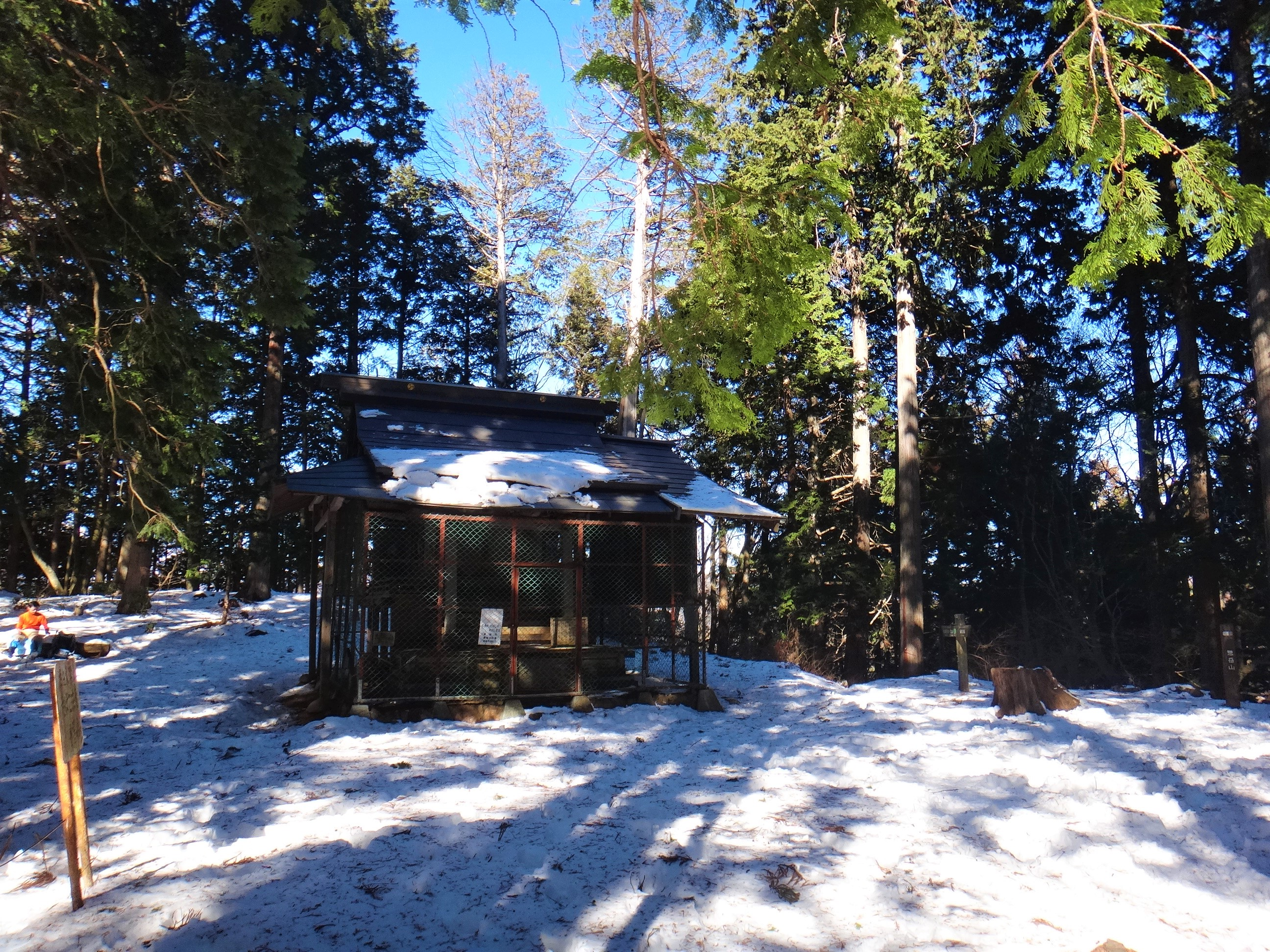
冬の惣岳山
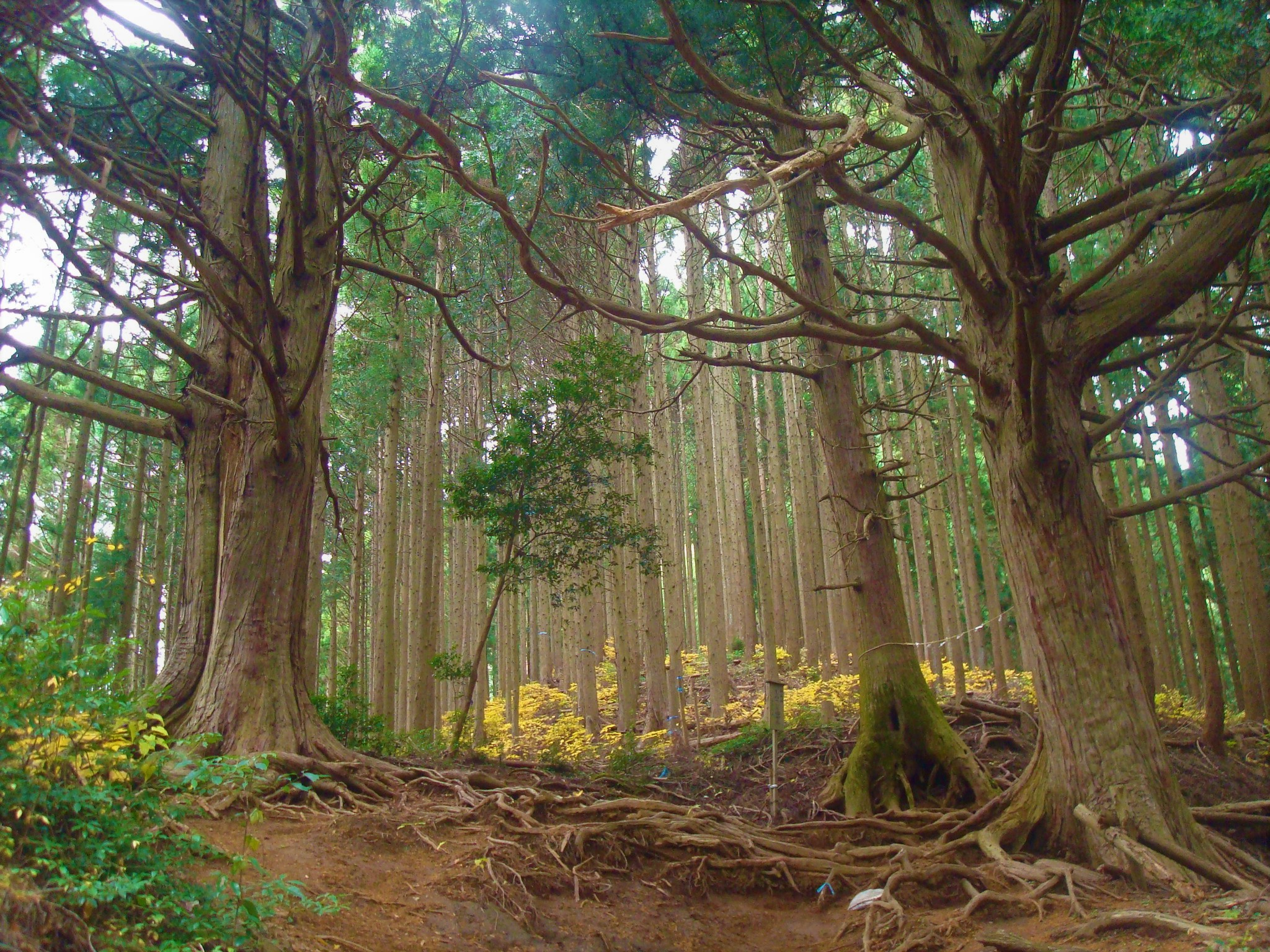
しめつりの御神木